# 時計 (ロス・トレス・カバジェロスの曲)
「時計」（とけい、スペイン語: El Reloj）は、メキシコの作曲家で歌手でもあるロベルト・カントラルが、自身をメンバーとする音楽トリオ、ロス・トレス・カバジェロス（Los Tres Caballeros; 三人の騎士）のために作った、ボレロのスタイルによる楽曲である。

## 概要
カントラルは1956年、ワシントンDCのポトマック川の河畔で、ロス・トレス・カバジェロスのアメリカ・ツアーの終わりに本作を作曲した。ツアー中、カントラルは翌朝ニューヨークに戻らなければならなかった、ショーに参加していた少女の一人と関係を作った。この時、最後の逢瀬の休憩室にあった時計の存在が、カントラルにインスピレーションを与えた。些細な出来事であったが、それは深い愛の曲を製作するに充分であった。
ロス・トレス・カバジェロスは1957年に本作を初演し、すぐに成功を収めた。それ以来、この曲は様々な言語に訳して歌われている。
重病を患っていたカントラルの妻を診察した医者が、不運の知らせをカントラルに告げたある夜にこの曲が完成された、という都市伝説も存在する。

## カヴァー

### スペイン語（オリジナル）
- ホセ・ホセ
- トリニ・ロペス
- ホルヘ・バルデス（スペイン語版）
- ルーチョ・ガティカ（スペイン語版）
- イル・ヴォーロ
- ロス・パンチョス
- ホセ・フェリシアーノ
- ファン・ダリエンソ
- アントニオ・プリエート
- アルマンド・マンサネーロ
- ニール・セダカ
- ルイス・ミゲル

### 日本語
日本語詞:かもまさる
- グラシェラ・スサーナ
- あおい輝彦「時計をとめて」 - ジャニーズのシングル（青井輝彦名義でソロ歌唱、1966年）、アルバム『二人の世界/あおい輝彦の青春』（1971年）
  - ジャニーズ事務所の後輩グループによって歌い継がれている。
- 安奈淳
- 江利チエミ
- 菅原洋一
- 水原弘

日本語詞:なかにし礼
- 倍賞美津子「時計をとめて」（1967年）